# Pieve di Ledro
Pieve di Ledro és una frazione geogràfica de 623 habitants del municipi de Ledro a la província de Trento, a l'extrem oriental de la Vall de Ledro. Era un poblat que, juntament amb els antics municipis de Tiarno di Sopra, Tiarno di Sotto, Bezzecca, Concei i Molina di Ledro formaven part de «l'agrupació de municipis» de la Vall de Ledro i que a partir de gener de 2010 conformen el nou municipi de Ledro.

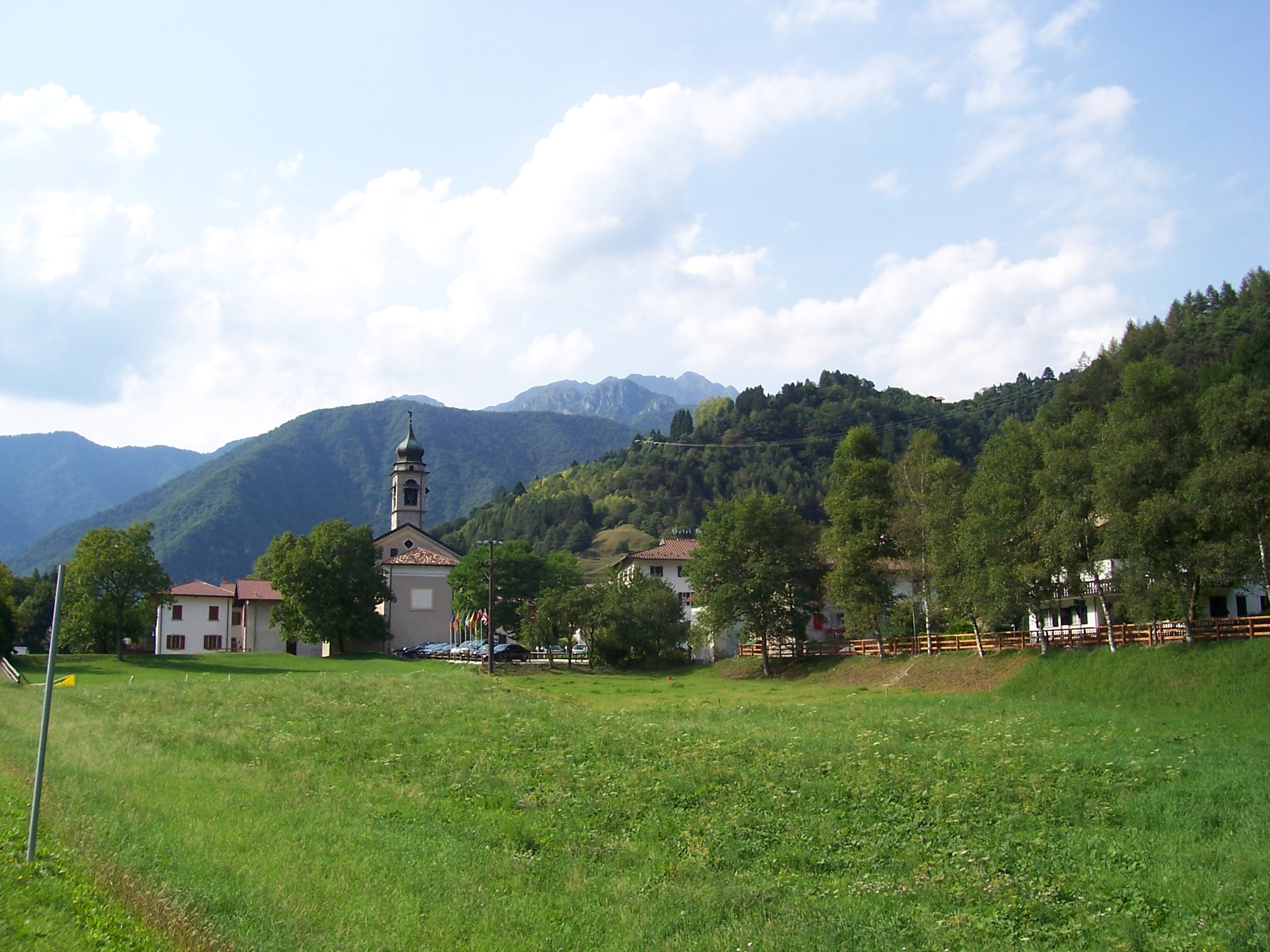
Vista de la població